# Karl Oppitzhauser
Karl Oppitzhauser (Bruck an der Leitha, 4 ottobre 1941) è un ex pilota automobilistico austriaco.
Prende parte a numerose gare nel suo paese sia endurance che corse in montagna o a ruote scoperte, sia in Formula 3 che in Formula 5000. Vincitore di un concorso promosso dall'ÖASC Racing Team, ottiene la possibilità di iscriversi al Gran Premio d'Austria 1976 con una March privata. La direzione di corsa però non accetterà l'iscrizione a causa della sua scarsa esperienza motoristica.
Da allora si dedicherà alle gare turismo e gestirà una concessionaria d'auto nella sua città natale.